# لورا كومبز
لورا كومبز (بالإنجليزية: Laura Coombs) هي لاعبة كرة قدم بريطانية، ولدت في 29 يناير 1991 في غريفزند ‏ في المملكة المتحدة. شاركت مع منتخب إنجلترا لكرة القدم للسيدات. أما مع النوادي، فقد لعبت مع نادي أرسنال للسيدات ونادي ليفربول لكرة القدم للسيدات.

## وصلات خارجية
- لورا كومبز على موقع الاتحاد الأوربي (الإنجليزية)
- لورا كومبز على موقع قاعدة بيانات كرة القدم.إي يو (الإنجليزية)
- لورا كومبز على موقع Soccerway.com (الإنجليزية)
- لورا كومبز على موقع عالم كرة القدم.نت (الإنجليزية)